# Темник Володимир Юрійович
Володи́мир Ю́рійович Те́мник — старший лейтенант Збройних сил України.
В мирний час проживає у місті Самбір.

## Нагороди
За особисту мужність і високий професіоналізм, виявлені у захисті державного суверенітету та територіальної цілісності України, вірність військовій присязі нагороджений орденом Богдана Хмельницького III ступеня (6.1.2016).